# 酬恤金進軍事件
酬恤金進軍事件（英語：Bonus March）是指1932年的美國示威事件，數萬名第一次世界大戰退伍軍人要求即時發放戰時服役的薪餉遭到美國政府拒絕，被稱為酬恤軍（英語：Bonus Army）的示威者發動集會，最後導致軍方派兵介入而造成流血衝突。

## 起因
在第一次世界大戰中，參戰的美國軍人在每人每日1美元的薪金之外，還另加25美分做為海外生活補助金。但在戰時，這筆薪金並沒有發放給參戰的美國軍人。戰後，由於美國政府無法負擔這筆費用，因此在1924年訂定並通過《服役證明修正法》（Adjusted Service Certificate Law）。在該法案中，美國政府先發給一戰老兵一張補助金證書，承諾所欠薪金在二十年后依當兵日數，每日以1美元計算，再乘上複利後以現金償付。美國在1930年代發生經濟大蕭條。1932年，全美有將近三分之一的就業人口找不到工作而急需救濟。於是這些退伍軍人就要求美國政府立刻支付應在1945年才支付的薪金。美國海外退伍軍人協會更認爲，對一個餓肚子的人承諾二十年后才支付買食物的錢，是不合理的。

## 到達華府
1932年6月17日，來自美國各地約一萬二千至二萬名的群眾，其中包括大批失業的退伍軍人，在前陸軍中士華德·W·瓦特斯（Walter W. Waters）的帶領下到達华盛顿哥伦比亚特区，於美國國會大廈前集會。當時美國國會正在考慮德薩斯州的約翰·萊特·帕特曼議員所提出的對一戰老兵支付某種福利補助金的議案（該議案已於6月15日在美國眾議院通過）。這些請願群眾後來在與聯邦政府所在地只隔了安那考斯迪亞河的安那考斯迪亞區濕地，搭起類似胡佛村的簡陋小屋或帳棚以做為集結場所。這些請願者希望能對國會施加壓力，使其修改《服役證明修正法》並立刻支付所欠的薪金。
但是，該議案最後在國會中被否決。不過，國會表示願意支付請願者回家的路費。這個補助決定只被部分請願者接受。據《紐約時報》的報道，在27500名的請願人群裏，只有92人接受國會提出的要求，向退役軍人管理局索取火車票。7月19日晚上，一位以左翼言論著名的軍方人物—退休海軍陸戰隊少將斯曼得利·巴特勒向請願群眾演說並鼓勵他們的行為；他表示，那些曾穿軍服服役但又不能團結一致的人，是差勁的。同日，有部分人群得到汽油、配給資助、或火車票，但仍然不肯離開。
7月28日，請願群眾依然逗留在一處聯邦政府計劃動工的土地上。當華府警方試圖驅趕他們時，一位警察開槍殺死了兩名退伍軍人。憤怒的請願者於是開始以鈍器攻擊警方，打傷了數名警察。在警方撤退之後，華府向赫伯特·胡佛總統報告他們無法維持秩序；於是胡佛總統下令聯邦軍隊進駐華府。

## 軍方介入
同日，在可能違反1878年的《地方保安法案》下，由道格拉斯·麥克阿瑟少將指揮並擁有步槍和催淚瓦斯的聯邦部隊開進了請願群眾所在的營地。部隊驅散了請願群眾並焚毀他們的營帳。當時是少校的喬治·巴頓則是最先抵達華盛頓特區的聯邦政府官員之一。在事件中，胡佛總統两次要求軍隊不要越過安那柯斯提河進入請願者的主營地，但被麦克阿瑟忽略。麥克阿瑟將軍认为這次事件是意圖推翻美國政府的行為。巴頓的裝甲部隊與步兵在白宮附近的橢圓草坪集合後，巴頓率領佩有防毒面具、刺刀及軍刀的聯邦軍隊沿賓夕法尼亞大道前進，投擲催淚彈來驅散這批請願者。當晚稍後，巴頓及聯邦部隊開始清理安那柯斯提區內的帳篷，有些帳棚或小屋在清除過程中被焚毀。清场期间，军方调运来六辆M1917輕型坦克协助驱赶人群。到了第二天早上，大部分請願者都離開了特區。
事件發展到最後，死亡具体情况不明，數百人受傷，被槍殺的退伍軍人為威廉·赫西卡William Hushka）和埃里克·卡尔森（Eric Carlson），有一名退伍軍人的妻子流產。一名十二週大的嬰兒暴露於催淚瓦斯中，在醫院中死亡，死因是小腸炎。至少十名警察被退伍軍人傷害。超過一千名男女兒童、警察、記者、華盛頓哥倫比亞特區居民和救護車司機暴露於催淚瓦斯中。

## 事後影響和評價
胡佛總統以財政理由公開反對帕特曼所提出的議案；此外，參與對同行清場的士兵的報告，都對胡佛日後競選連任並無幫助：他下令驅散和甚少資助請願者的行為已經加強了他冷漠對待大蕭條苦況的負面形象。當時，民主黨候選人羅斯福甚至因此事件稱胡佛是「腦袋裝漿糊」，富兰克林·德拉诺·罗斯福就任總統以後，一些補助金大軍成員再次在華盛頓集結並向新總統再一次提出合理的補償訴求。羅斯福一直至其總統任期尾段同樣否決要求。直到他過世後，第二次世界大戰（二戰）即將完結時，美國政府最終訂立《軍人權益法案》來避免類似衝突。
保羅·迪克森認爲，集會其後的暴力時常被忽略，事件對1932年美國總統選舉的影響亦被低估。他認爲，事件導致美國政治人物對待第二次世界大戰歸國老兵時用心考慮，促成《軍人權益法案》的訂立。《軍人權益法案》促使百萬人成爲中產階級而改變了美國的狀態。

## 延伸閱讀
- Morrow, Felix. (1932). The Bonus March. International Pamphlets No. 31. New York: International Publishers. OCLC 12546840
- Ortiz, Stephen R. 2006. "Rethinking the Bonus March: Federal Bonus Policy, the Veterans of Foreign Wars, and the Origins of a Protest Movement". Journal of Policy History. 18, no. 3: 275–303.
- Rawl, Michael J. (2006). Anacostia Flats. Baltimore: Publish America. ISBN 978-1-413-79778-7.
- Smith, Gene. (1970). The Shattered Dream: Herbert Hoover and the Great Depression. New York: William Morrow and Company. OCLC 76078

## 外部連結
- NPR的事件的描述，包括一齣檔案新聞短片 （页面存档备份，存于）
- 另一描述
- 巴頓及1932年的「酬恤金進軍事件」